# Rajecká Lesná
Rajecká Lesná este o comună slovacă, aflată în districtul Žilina din regiunea Žilina, pe malul râului Lesnianka⁠(d). Localitatea se află la altitudinea de 508 m deasupra n.m., se întinde pe o suprafață de 39,26 km2 și în 2017 număra 1.188 de locuitori.

## Istoric
Localitatea Rajecká Lesná este atestată documentar din 1413.

## Demografie
| An:                | 1994 | 2004   | 2014   | 2024   |
| ------------------ | ---- | ------ | ------ | ------ |
| Număr de persoane: | 1280 | 1300   | 1219   | 1192   |
| Diferență:         |      | +1,56% | −6,23% | −2,21% |

| An:                | 2023 | 2024   |
| ------------------ | ---- | ------ |
| Număr de persoane: | 1212 | 1192   |
| Diferență:         |      | −1,65% |